# Alexander Nix
Alexander James Ashburner Nix, född 1 maj 1975, är en brittisk affärsman och tidigare VD för Cambridge Analytica, ett brittiskt analysföretag med fokus på den politiska sfären.
Alexander Nix växte upp i Notting Hill i London och gick på privatskolan Eton College där han studerade konsthistoria. Han arbetade som finansanalytiker för bl.a. Baring Securities och Robert Fraser & Partners för han lämnade finansbranschen för att börja i Strategic Communication Laboratories.
Nix tillhör finansfamiljen Ashburner Nix som ägde en privatbank i London och ett gods i Crawley, West Sussex och hade band till Indien under den brittiska kolonialregimen. Han är gift med den norska redararvingen Olympia Paus, vars mor Cecilie Paus har varit en av huvudägarna av ett av världens största rederier Wilh. Wilhelmsen sedan 1978. Hon är född i Athen och uppvuxen i London. 